# 일산서구의 행정 구역
일산서구의 행정 구역은 11개의 행정동과 8개의 법정동, 219통 1,447반으로 구성되어 있다. 일산서구의 면적은 42.77km2이며, 시 전체면적 (267.41km2)의 16%를 차지하고 있다. 2012년 8월 1일을 기준으로 인구는 102,672 세대, 291,694명이다.

## 행정 구역
2012년 8월 1일 기준으로 면적과 인구는 다음과 같다.
| 행정동   | 한자   | 면적  | 세대    | 인구    | 행정 지도 |
| -------- | ------ | ----- | ------- | ------- | --------- |
| 대화동   | 大化洞 | 3.78  | 13,422  | 34,553  |           |
| 덕이동   | 德耳洞 | -     | -       | -       |           |
| 가좌동   | 加佐洞 | -     | -       | -       |           |
| 송포동   | 松浦洞 | 13.16 | 5,935   | 17,790  |           |
| 일산1동  | 一山洞 | 0.65  | 9,962   | 29,248  |           |
| 일산2동  | 一山洞 | 0.82  | 8,773   | 22,606  |           |
| 일산3동  | 一山洞 | 1.12  | 12,683  | 40,520  |           |
| 주엽1동  | 注葉洞 | 0.97  | 11,129  | 32,046  |           |
| 주엽2동  | 注葉洞 | 0.96  | 12,115  | 33,236  |           |
| 탄현1동  | 炭峴洞 | -     | -       | -       |           |
| 탄현2동  | 炭峴洞 | -     | -       | -       |           |
| 일산서구 | 西區   | 42.80 | 102,672 | 291,694 |           |

## 법정동
| 행정동  | 법정동         |
| ------- | -------------- |
| 대화동  | 대화동         |
| 덕이동  | 덕이동         |
| 가좌동  | 가좌동, 구산동 |
| 송포동  | 대화동, 법곳동 |
| 일산1동 | 일산동, 탄현동 |
| 일산2동 | 일산동, 탄현동 |
| 일산3동 | 일산동         |
| 주엽1동 | 주엽동         |
| 주엽2동 | 주엽동         |
| 탄현1동 | 탄현동         |
| 탄현2동 | 탄현동         |

## 연혁
- 고구려 : 개백현, 달을성현
- 신라시대 : 고봉현, 무왕현
- 1413년 조선 태종 13년 : 고양현

고양이라는 이름은 1413년 조선 태종 13년에 고봉현의 '고'자와 덕양현의 '양'자를 합쳐서 만듦
- 1471년 조선 성종 2년 : 고양군으로 승격
- 1992년 2월 1일 : 고양시로 승격
- 1996년 3월 1일 : 덕양, 일산의 2개구가 신설
- 2005년 5월 16일 일산구를 일산동구와 일산서구로 분구하였다. 일산1동, 일산2동(일산동구 중산동으로 분동), 일산3동, 탄현동, 주엽1동, 주엽2동, 대화동, 송포동, 송산동을 일산서구의 관할로 하였다.[2] (9행정동 8법정동)
- 2019년 2월 25일 : 구청을 대화동 2199번지에서 중앙로 1600 (대화동 2321번지)로 이전하였다.
- 2022년 1월 3일 : 탄현동을 탄현1동, 탄현2동으로, 송산동을 덕이동, 가좌동으로 분동하였다.